# خليفة بن أحمد آل بن علي
خليفة بن أحمد آل بن علي (1936 - 21 سبتمبر 2006) سياسي ومحامي بحريني، عضو المحكمة الدستورية خلال الفترة 25 يونيو 2003 حتى وفاته في 21 سبتمبر 2006 وكان قبل ذالك عضواً بمجلس الشورى خلال الفترة 27 ديسمبر 1992 حتى 14 فبراير 2002 وكما كان قبل ذالك نائباً لرئيس المجلس الوطني خلال الفترة 16 ديسمبر 1973 حتى 26 أغسطس 1975.

## السيرة
ولد خليفة بن أحمد آل علي في مدينة الحد في جزيرة المحرق في مملكة البحرين في عام 1936. 
حصل على ليسانس الحقوق من جامعة الرباط في المغرب وعمل في مهنة المحاماة منذ عام 1963. 
ترشح لانتخابات المجلس التأسيسي حيث فاز بعضوية المجلس المجلس التأسيسي من 1972 إلى 1973 الذي صاغ دستور مملكة البحرين (دولة البحرين آنذاك) المعروف أيضا باسم دستور 73. 
وكما ترشح لانتخابات المجلس الوطني التي أجريت يوم الجمعة 7 ديسمبر 1973 عن الدائرة الحادي عشر حيث فاز في الانتخابات بعد حصوله على 388 صوت وتم انتخابه نائباً لرئيس المجلس الوطني في 16 ديسمبر 1973 خلال الجلسة الأولى للمجلس وشغل المنصب حتى حل المجلس في 26 أغسطس 1975.
في عام 1986 تم تعيينه وزير دولة في مجلس الوزراء حسب المرسوم الأمير رقم 5 لعام 1986 وعضو في إدارة الأوقاف السنية التي تخضع لوزارة العدل والشؤون الإسلامية من 1986 إلى 1992 تمت إشراف دعيج بن حمد بن عبد الله آل خليفة. تم تعيين خليفة أيضا عضو في اللجنة المالية وكذلك لجنة التأجير في الأوقاف السنية. 
في 27 ديسمبر 1992 أصدر الشيخ عيسى بن سلمان آل خليفة أمير البحرين أنذاك أمر أميري بتشكيل مجلس الشورى حيث تم تعينه عضواً في المجلس، وفي 28 سبتمبر 1996 صدر أمر أميري بتشكيل مجلس الشورى لدورته الثانية (1996 - 2000) حيث تم تجديد تعينه عضواً في المجلس، وفي 3 أكتوبر 2000 صدر أمر أميري بتشكيل مجلس الشورى لدورته الثالثة حيث تم تجديد تعينه عضواً في المجلس، وكما كان رئيساً للجنة القانونية بالمجلس خلال جميع دورات المجلس الثلاث من 1992 إلى 2002 وأستمر في عضوية المجلس حتى حل المجلس في 14 فبراير 2002 وذالك بعد صدور دستور البحرين 2002
في عام 2000 اختاره الملك حمد بن عيسى آل خليفة ملك البحرين ليكون عضو في اللجنة الوطنية العليا لإعداد ميثاق العمل الوطني من أجل وضع حد للانتفاضة التسعينية وإعادة البلاد إلى الحكم الدستوري. أجري استفتاء وطني في 14 فبراير 2001 وصوت 98.4٪ بالموافقة على الميثاق. 
في 25 يونيو 2003 الملك حمد بن عيسى آل خليفة ملك البحرين أمر ملكي بتعينه عضواً في المحكمة الدستورية لمدة ست سنوات.

## توقعات لم تحدث
تؤكد بعض المصادر الموثوقة بأن حكومة البحرين توقعت أن خليفة سيترشح لعضوية مجلس النواب في انتخابات عام 2002 لكي يكون في نهاية المطاف رئيس مجلس النواب بدلا من خليفة الظهراني بسبب خبرته الواسعة باعتباره محام وأحد مؤسسي دستور عام 1973 ونائب رئيس المجلس الوطني 1973 ورئيس اللجنة القانونية في مجلس الشورى من 1992 إلى 2002 فضلا عن كونه عضوا نشطا في اللجنة الوطنية العليا للميثاق الوطني البحرين ولكن نظرا لمرضه في أوائل عام 2002 فإن تلك التوقعات لم تحدث.

## الوفاة
توفي خليفة ال بن علي في 21 سبتمبر 2006 ودفن في مسقط رأسه بجزيرة المحرق الحد.